# 내부고발
내부고발(內部告發, 영어: whistleblowing)은 조직 내부 혹은 외부의 부정 거래나 불법 행위 등에 대한 정보를 신고하고 공개하는 행위이다. 보통 불법에 관한 내용이거나 사기, 보건/안전 규정 위반, 부패 등의 규정 위반이나 공익에 대한 직접적 침해에 대한 내용을 담은 알려지지 않은 정보들이 내부 고발자를 통해 공개되곤 한다. 내부 고발자들은 대개 내부 고발 이후 내부 고발의 대상인 단체나 관련 단체, 또는 법적인 반발을 직면하는 경우가 대부분이다.
내부고발자(內部告發者)는 공익제보자(公益提報者) 또는 공익신고자(公益申告者)라고 부르기도 하며 영어로는 디프 스로트(Deep Throat)라고 불리기도 한다. 디프 스로트는 워터게이트 사건의 내부 고발자의 암호명으로, 사건 후에 고유명사처럼 사용되기 시작하였다.

## 내부고발의 성격
내부고발은 다음 여섯 가지 성격을 띠고 있다.
1. 내부인에 의한 행위이다. 조직의 비리를 제보하는 개인은 현재 해당 조직의 구성원이거나 또는 과거 어느 시점에 있어서 조직의 일원이었던 사람이다. 내부 공익 신고의 행위는 상대적으로 이렇다 할 권력을 가지고 있지 않은 조직 내부자가 공익적 목적으로 하는 계층제 권위에 대한 비판적 도전의 의미를 갖는다. 따라서 조직 비리의 언론에 의한 폭로나 일반 사회의 제삼자 또는 당사자에 의하여 행하여지는 개인적인 문제에 관한 고소 및 고발 행위와는 구별된다.
2. 공익적 행위이다. 내부 공익 신고는 조직이 불법, 사기나 사회에 유해한 비도덕적 활동에 관여함으로써, 공공의 불이익이 자신의 조직 이익을 크게 상회하고 있다고 믿는 사람이 공개적으로 이를 밝히는 이타적 행위이다.
3. 윤리적 행위이다. 내부 공익 신고는 개인의 양심적 판단, 전문 직업적 윤리, 사회일반에 대한 책임 등에 토대를 둔 윤리적 행위이다. 내부자에 의한 조직 비리의 공개 행위라고 하더라도 악한 저의 또는 악의적 보복에 의한 경우는 내부 공익 신고로 정당화되지 못한다.
4. 외부적 행위이다. 내부 공익 신고는 조직 내부 비리의 대외적 폭로이다. 그러나 최근 들어서는 조직 구성원이 자기의 감독자에게 알리지 않고 그 상위 수준의 관리자들이나 감사 부서와 같은 조직 내부의 부서에 비리를 직접 알리는 내부형의 경우도 내부 공익 신고로 보고 있다.
5. 행위의 파격성이다. 대체로 내부 공익신고는 이례적인 성격을 띠며, 그 때문에 조직과 사회에 미치는 영향이 파격적이다. 미국에서의 행정 비리 폭로의 대표적인 예로 거론되는 뉴욕시 경찰국의 독직과 부패에 관한 형사 써피코 폭로 사건은 사회에 큰 파문을 던져 주었던 바 있다.
6. 공동체 보호적 의미를 갖는다. 내부 공익 신고는 조직 내부에서는 항명, 불복으로 간주되는 조직 규범의 일탈 행위지만, 사회 전체적인 입장에서는 조직의 부패, 불법, 사기 또는 유해한 활동에 항거함으로써 일반 시민의 안위를 도모하는 옳은 또는 의로운 행위이며 조직을 배신하거나 동료들에게 해를 끼치기 위해서 이루어지는 것이 아니라 오히려 조직의 부정부패라는 병리 현상이 치유되기를 원하는 건전한 행위로 간주된다.

내부 고발을 영어로 Whistleblowing, 즉 ‘호루라기 불기’라고 하는 것은 영국 경찰관이 호루라기를 불어 시민의 위법 행위와 동료의 비리를 경계하던 것에서 유래하고 있으며, 네덜란드에서는 공익 보호의 감시인으로서 'bell-ringers', 즉 ‘벨을 울리는 사람’이라고 부르는 것에서도 알 수 있듯이 내부 공익 신고는 ‘경고’의 의미를 갖고 있다.

## 내부고발에 대한 반응
내부 고발에 대한 반응은 다양하다. 일반적으로 많은 사람들은 내부 고발자가 공익과 조직의 의무를 위한 희생적인 순교자라고 생각하지만, 한편으로 내부 고발자를 개인의 영광과 명예를 위한 고자질의 측면으로 보는 경우도 있다.

## 사례
- 대한민국의 경우, 1990년 보안사의 민간인 불법 사찰 기록을 공개했던 윤석양 이병, 감사원과 재벌의 유착 비리를 고발했던 이문옥 감사관, 1992년 군 부재자 투표의 부정을 고발한 이지문 중위, 14대 국회의원 선거에서 여당이 단체장을 통해 선거에 개입했다는 의혹을 제기한 한준수 연기군수, 2000년 인천 국제 공항 터미널 부실 시공을 폭로한 정태원 감리원, 4대강 사업 연구 용역에 대한 부적절한 압력을 고발한 김이태 박사, 군 납품 비리를 고발한 김영수 소령 등이 내부고발의 대표적인 예다. 2014년 국방부 예하부대에서 사용중이던 파수군이라는 내부 보안프로그램의 취약점을 이용한 군사기밀 유출이 공공연히 일어나고 있다는 내부자 제보가 있었고 국정감사에서 지적이 되었던 사례가 있다. 그리고 가장 최근에 있었던 2020년 유튜브 뒷광고 내부고발 논란을 폭로한 유튜버 참PD (본명:이세영) 등이 있다.
- 청와대 이광철 민정비서관, 차규근전 법무부 출입국·외국인 정책본부장, 대검 과거사진상조사단 소속 이규원 검사 등이 ‘가짜 출금요청서’로 2019년 3월 김학의 전 차관을 출국금지하고, 석 달 뒤 이성윤 당시 대검 반부패 부장이 이를 수사하려던 안양지청에 외압을 가해 중단시켰다는 김학의 불법 출국금지 사건을 장준희 검사가 공익 신고로 검찰이 ‘내부 비위 의혹’ 수사를 진행하고, 청와대·검찰·법무부 실세(實勢)들의 기소에까지 이르게 된 사건[2]

## 보복 및 보호

### 내부 고발자에 대한 보복
내부 고발의 경우, 조직 내에서의 파면, 직위 해제, 승진 불이익 또는 집단 따돌림 등의 보복을 받을 수 있다. 또 민형사상의 법적 불이익을 받을 가능성도 있다.

#### 대한민국에서 보복 사례
- 이문옥 감사관은 공무원 기밀 누설죄로 구속되고 파면 처분을 받았으나, 6년간의 법정 투쟁 끝에 1996년 4월 대법원으로부터 이를 공개하는 것이 공익에 부합하다면서 무죄 판결을 받았다. 이 감사관은 감사원으로도 복직하였고, 이후 감사 교육원의 교수로 근무하다가 1999년에 정년퇴직했다.

- 윤석양 이병은 양심 선언 이후 특수 군무 이탈의 혐의로 수배되어 2년 만인 1992년 9월 체포되어 군 사법부에서 2년형을 받았다.

- 이지문 중위는 투표 부정 고발 직후 이등병 파면 처리되었으나, 4년간의 법정 투쟁 끝에 1995년 2월 파면처분취소확정 판결을 받아 중위 신분으로 명예 전역했다.

- 한준수 군수의 경우, 선거법 위반을 이유로 징역 8월에 집행 유예 1년의 유죄 판결을 받았으며 파면처분취소 소송에서도 패소했다.[3]

#### 국외에서의 보복 사례
- 국제축구연맹(FIFA)의 내부고발자 파에드라 알 마지드는 신변의 위협을 받고 있으며, FBI로부터 보호를 받고 있다고 전했다. 2014년 발표된 마이클 가르시아 FIFA 조사관에게 익명으로 정보를 제보한 70명 중 한 명으로, 문서와 데이터, 녹음 등을 기반으로 2022 카타르 월드컵 유치 과정에서 문제가 있음을 알렸다.[4]

### 내부 고발자의 보호
한국에서는 2011년 3월 29일 제정된 공익신고자 보호법에 따라 비밀보장, 불이익조치 금지, 신변보호 등을 통해 공익신고자를 보호하고 있다.
미국에서는 법률로 내부 고발자를 보복으로부터 보호하도록 하고 있다.
일본에서는 2006년 4월 1일부터 《공익제보자보호법》을 통해 공익 신고를 한 사람을 해고와 감봉 및 기타 불이익한 처분으로부터 보호하고 있다.

## 같이 보기
- 위키리크스
- 내사 (Internal Affairs)
- 대한민국 국가정보원 여론 조작 사건
- 연기군청
- 삼성 비자금 관련 폭로
- 수도권매립지관리공사
- 대전교통공사
- 호루라기재단
- 청와대 특별감찰반 비위 의혹
- 문재인 정부 민간기업 인사 개입 및 적자 국채 발행 의혹